# 水質関係公害防止管理者
水質関係公害防止管理者（すいしつかんけいこうがいぼうしかんりしゃ）は、公害防止管理者国家資格のうちの1つ。経済産業省、環境省管轄。
第一種、第二種、第三種及び第四種に分かれ、第一種は水質関係有害物質発生施設で、排出水量が1日当たり1万m3以上の工場に設置されるもの、第二種は水質関係有害物質発生施設で、排出水量が1日当たり1万m3未満の工場又は特定地下浸透水を浸透させている工場に設置されるもの、第三種は水質関係有害物質発生施設以外の汚水等排出施設で、排出水量が1日当たり1万m3以上の工場に設置されるもの、第四種は水質関係有害物質発生施設以外の汚水等排出施設で、排出水量が1日当たり1万m3未満の工場に設置されるもの。
国家試験は年1回(10月第1日曜日)、一般社団法人産業環境管理協会が実施する。

## 試験科目
第一種
1. 公害総論
2. 水質概論
3. 汚水処理特論
4. 水質有害物質特論
5. 大規模水質特論

第二種
1. 公害総論
2. 水質概論
3. 汚水処理特論
4. 水質有害物質特論

第三種
1. 公害総論
2. 水質概論
3. 汚水処理特論
4. 大規模水質特論

第四種
1. 公害総論
2. 水質概論
3. 汚水処理特論